# Список полакров Российского императорского флота
В список включены все парусные полакры, состоявшие на вооружении Российского императорского флота.
Полакры (исп. polacra, фр. polacre, нем. polacer) представляли собой двух- или трехмачтовые быстроходные суда. Парусное вооружение этих судов в XVII веке состояло из латинского паруса, располагавшегося на наклоненной вперёд фок-мачте, грот-мачта была оснащена прямыми парусами, а бизань соответственно прямым и латинским парусами. Мачты полакров изготавливались из одного цельного дерева, не имели стеньг, марсов и эзельгофтов. В конце XVIII — начале XIX века парусное вооружение полакров меняется: на фок- и грот-мачтах появляются прямые паруса, а на бизани латинский парус заменяется на гафельный. В качестве артиллерийского вооружения на эти суда устанавливались орудия малого и среднего калибра.
Полакры были распространены в средиземноморских странах в XVII—XVIII веках и использовались как для торговых, так и для военных целей. Для нужд Российского императорского флота суда данного типа не строились, при этом в конце XVIII — начале XIX века в составе флота использовалось небольшое количество полакров. Все российские полакры были либо куплены, либо взяты в плен у неприятеля. Несколько полакров также использовались в составе греческих корсарских флотилий, действовавших в Средиземном море в интересах России.

## Легенда
Список разбит на разделы по включению судов в состав российского флота и корсарских флотилий. Внутри разделов суда представлены в порядке очерёдности включения их в состав флота или флотилии, в рамках одного года — по алфавиту. Ссылки на источники информации для каждой строки таблиц списка и комментариев, приведённых к соответствующим строкам, сгруппированы и располагаются в столбце Примечания.
- Наименование — наименование судна на русском языке.
- Количество орудий — количество артиллерийских орудий, установленных на судне.
- Размер — длина и ширина судна в метрах.
- Осадка — осадка судна (глубина погружения в воду) в метрах.
- Место — место приобретения или взятия в плен судна.
- Год включения в состав флота — указывается год приобретения или взятия в плен судна.
- История службы — основные места и события.
- н/д — нет данных.

Сортировка может проводиться по любому из выбранных столбцов таблиц, кроме столбцов История службы и Примечания.

## Полакры, входившие в состав флота
В разделе приведены все полакры, входившие в состав Азовской флотилии и Черноморского флота России.
| Наименование          | Ор.                                                       | Размер                                                                             | Осадка                                                                             | Место                                                                              | Вх.                                                                                | Вых.                                                                               | История службы | Прим.                           |
| --------------------- | --------------------------------------------------------- | ---------------------------------------------------------------------------------- | ---------------------------------------------------------------------------------- | ---------------------------------------------------------------------------------- | ---------------------------------------------------------------------------------- | ---------------------------------------------------------------------------------- | --- | ------------------------------- |
| Патмос                | 24                                                        | 27,5 х 6,6                                                                         | 4,3                                                                                | Куплены в Архипелаге                                                               | 1772                                                                               | н/д                                                                                | Принимал участие в русско-турецкой войне 1768—1774 годов, с 1772 по 1774 год находился в крейсерских плаваниях в Архипелаге в составе отрядов и эскадр, в 1774 году совершил плавание между Аузой и Константинополем и обратно. В 1775 году перешёл в Таганрог и вошёл в состав Азовской флотилии. В 1777 году выходил в крейсерские плавания между Кафой и Очаковом, а также к Керченскому проливу, а в 1778 и 1779 годах — к берегам Крыма и Тамани. В 1779 году подвергся тимберовке в Таганроге. В 1780 году состоял на почтовом сообщении между Керчью и Константинополем. В 1782 году находился в крейсерстве у Керченского пролива, а в 1783 году перешёл из Керчи в Ахтиарскую бухту, после чего совершал плавания Ахтиаром и Глубокой Пристанью. | [ 4 ] [ 5 ] [ 6 ] [ 7 ]         |
| Святая Екатерина      | 18                                                        | 22,3 х 6,6                                                                         | 3                                                                                  | Куплены в Архипелаге                                                               | 1772                                                                               | н/д                                                                                | Принимал участие в русско-турецкой войне 1768—1774 годов, с 1772 по 1774 год находился в крейсерских плаваниях в Архипелаге в составе отрядов и эскадр, с июля по сентябрь 1773 года также принимал участие в блокаде Бейрута. В 1775 году ушёл в Керчь и вошёл в состав Азовской флотилии. В 1777 году состоял на грузовых перевозках между Таганрогом и Балаклавой. В 1778 году нёс брандвахтенную службу у Новопавловской крепости. В 1779 году совершал плавания между Таганрогом и Керчью, в том же году подвергся тимберовке в Таганроге. В 1780 году использовался на почтовых перевозках между Керчью и Константинополем. С 1781 по 1783 год ежегодно выходил в плавания в Чёрное и Азовское моря, весной 1783 года перешёл в Ахтиарскую бухту. С 1784 по 1786 год нёс брандвахтенную службу в Таганроге, в 1785 году был переведён в состав Черноморского флота. | [ 4 ] [ 5 ] [ 6 ] [ 8 ]         |
| Ауза                  | 12                                                        | Сведений о конструкции, месте ввода в строй и времени службы судов не сохранилось. | Сведений о конструкции, месте ввода в строй и времени службы судов не сохранилось. | Сведений о конструкции, месте ввода в строй и времени службы судов не сохранилось. | Сведений о конструкции, месте ввода в строй и времени службы судов не сохранилось. | Сведений о конструкции, месте ввода в строй и времени службы судов не сохранилось. | Принимал участие в боевых действиях флота 1771—1773 годов в Архипелаге, также использовался в качестве разведывательного судна. | [ 9 ] [ 6 ]                     |
| Лютра                 | н/д                                                       | Сведений о конструкции, месте ввода в строй и времени службы судов не сохранилось. | Сведений о конструкции, месте ввода в строй и времени службы судов не сохранилось. | Сведений о конструкции, месте ввода в строй и времени службы судов не сохранилось. | Сведений о конструкции, месте ввода в строй и времени службы судов не сохранилось. | Сведений о конструкции, месте ввода в строй и времени службы судов не сохранилось. | Принимали участие в боевых действиях флота 1771—1773 годов в Архипелаге. | [ 6 ]                           |
| Модон                 | 12                                                        | Сведений о конструкции, месте ввода в строй и времени службы судов не сохранилось. | Сведений о конструкции, месте ввода в строй и времени службы судов не сохранилось. | Сведений о конструкции, месте ввода в строй и времени службы судов не сохранилось. | Сведений о конструкции, месте ввода в строй и времени службы судов не сохранилось. | Сведений о конструкции, месте ввода в строй и времени службы судов не сохранилось. | Принимали участие в боевых действиях флота 1771—1773 годов в Архипелаге. | [ 9 ] [ 6 ]                     |
| Святой Иоанн Богослов | н/д                                                       | Сведений о конструкции, месте ввода в строй и времени службы судов не сохранилось. | Сведений о конструкции, месте ввода в строй и времени службы судов не сохранилось. | Сведений о конструкции, месте ввода в строй и времени службы судов не сохранилось. | Сведений о конструкции, месте ввода в строй и времени службы судов не сохранилось. | Сведений о конструкции, месте ввода в строй и времени службы судов не сохранилось. | Принимали участие в боевых действиях флота 1771—1773 годов в Архипелаге. | [ 6 ]                           |
| № 53                  | Сведений о вооружении и конструкции судна не сохранилось. | Сведений о вооружении и конструкции судна не сохранилось.                          | Сведений о вооружении и конструкции судна не сохранилось.                          | Куплены в Архипелаге                                                               | 1772                                                                               | 1776                                                                               | Принимал участие в русско-турецкой войне 1768—1774 годов, с 1772 по 1774 год находился в крейсерских плаваниях в Архипелаге в составе отрядов и эскадр. В 1775 году ушёл в Керчь и вошёл в состав Азовской флотилии. В 1776 году совершал плавания между портами Азовского моря. 22 октября (2 ноября) 1776 года по пути из Еникале в Петровскую крепость стал на якорь у восточного берега Керченского пролива из-за противного ветра, сдрейфовал на отмель, получил пробоину и наполнился водой. Экипаж судна удалось спасти, а сам полакр был разбит штормом спустя пять дней. | [ 4 ] [ 5 ] [ 6 ] [ 10 ] [ 11 ] |
| № 55                  | 18                                                        | 22,6 х 6,6                                                                         | 3                                                                                  | Куплены в Архипелаге                                                               | 1772                                                                               | н/д                                                                                | Принимал участие в русско-турецкой войне 1768—1774 годов, с 1772 по 1774 год находился в крейсерских плаваниях в Архипелаге в составе отрядов и эскадр. В 1775 году ушёл в Керчь и вошёл в состав Азовской флотилии. В 1776 и 1777 годах совершал плавания между Керчью и Таганрогом. В 1779 году подвергся тимберовке в Таганроге. В 1782 году выходил в крейсерские плавания в Чёрное море. | [ 4 ] [ 12 ] [ 13 ] [ 14 ]      |
| Григорий              | 10                                                        | 26,2 х 7,4                                                                         | 2,7                                                                                | верфь в Алуште                                                                     | 1784                                                                               | н/д                                                                                | Сведений о плаваниях судна не сохранилось. | [ 15 ]                          |
| Экспедицион           | Сведений о вооружении и конструкции судна не сохранилось. | Сведений о вооружении и конструкции судна не сохранилось.                          | Сведений о вооружении и конструкции судна не сохранилось.                          | Захвачен у французов в Корфу                                                       | 1799                                                                               | н/д                                                                                | Принимал участие в войне с Францией 1798—1800 годов. 29 августа (9 сентября) 1799 года захватил в плен одномачтовое французское судно острова Эльба, в сентябре того же года подвергся килеванию в Ливорно, после чего конвоировал в Келари купеческие суда. С декабря 1799 года по январь 1800 года ходил из Келари в Тунис для освобождения 3 сардинских судов. В течение 1800 года периодически выходил в крейсерские плавания в Мессинский пролив и использовался для доставки жалования экипажам судов в Мессину, а в октябре с эскадрой перешёл в Севастополь. В 1801 году использовался для описи западного побережья Чёрного моря. В 1803 году совершал плавания между Николаевом и Константинополем. Принимал участие в войне с Францией 1804—1807 годов, в том числе в конвоировании торговых судов, действиях флота у Новой Рагузы, доставки донесений, обстреле и штурме Курцало, а также в захвате мелких островов и судов противника в районе Курцало. Принимал участие в русско-турецкой войне 1806—1812 годов, в том числе для доставки прокламаций и блокаде Трапезунда, крейсерских плаваний в Чёрном море и конвоирования купеческих судов. В 1813 году выходил в крейсерства к берегам Крыма, в том же году подвергся тимберовке в Севастополе. В 1814 году выходил в крейсерские плавания в Чёрном море, с 1815 по 1820 год ходил к берегам Мингрелии, а 1821 году использовался в качестве карантинного судна у Севастополя. | [ 16 ] [ 17 ] [ 18 ]            |

Помимо приведённых в таблице судов в книге Ф. Ф. Веселаго «Список русских военных судов с 1668 по 1860 год» есть упоминания о двух трофейных полакрах, захваченных фрегатом «Святой Павел» в 1772 году у турецкого флота в районе Кафы. Однако сведений о дальнейшей судьбе данных полакров, а также данных о включении их в состав российского флота не сохранилось.

## Полакры флотилии Качиони
В разделе приведены все полакры, входившие в состав корсарской флотилии Ламбро Качиони. Сведений о вооружении, размерах, месте, обстоятельствах и времени включения судна в состав флотилии не сохранилось.
| Наименование   | Вывод | История службы | Прим.         |
| -------------- | ----- | --- | ------------- |
| Лабелла Виепна | 1790  | В середине апреля 1790 года принимали участие в захвате острова Зея. 7 (18) мая 1790 года все три полакра были захвачены алжирскими судами, а команды полностью уничтожены. | [ 20 ] [ 21 ] |
| Виктория       | 1790  | В середине апреля 1790 года принимали участие в захвате острова Зея. 7 (18) мая 1790 года все три полакра были захвачены алжирскими судами, а команды полностью уничтожены. | [ 20 ] [ 21 ] |
| Принчипе Паоло | 1790  | В середине апреля 1790 года принимали участие в захвате острова Зея. 7 (18) мая 1790 года все три полакра были захвачены алжирскими судами, а команды полностью уничтожены. | [ 20 ] [ 21 ] |

## Полакр флотилии Лоренца
В разделе приведен полакр, входивший в состав корсарской флотилии Гульемо Лоренца. Сведений о размерах, месте, обстоятельствах и времени включения судна в состав флотилии, а также подробностях вывода его из состава флотилии не сохранилось.
| Наименование | Орудия | История службы                             | Прим.  |
| ------------ | ------ | ------------------------------------------ | ------ |
| Святой Иоанн | 24     | Сведений о плаваниях судна не сохранилось. | [ 22 ] |

### Комментарии
1. ↑  Также назывались поляками, полярками или полякрами.
2. ↑  Так называемые полакр-мачты
3. ↑  Назван в честь острова, на котором c 1771 по 1774 год располагалась база Российского флота, и всё население которого в январе 1771 года приняло российское подданство.
4. ↑  Двадцать 4-фунтовых пушек и четыре 1-фунтовых фальконета.
5. 1 2  Четырнадцать 3-фунтовых пушек и четыре 1-фунтовых фальконета.
6. 1 2 3 4  По другим данным в составе флота не состоял, однако ходил под командованием офицеров Российского императорского флота.